# Lithobius watanabei
Lithobius watanabei är en mångfotingart som först beskrevs av S. Ishii 2002.  Lithobius watanabei ingår i släktet Lithobius och familjen stenkrypare. Inga underarter finns listade i Catalogue of Life.